# Fosfonoclorina
El fosfonato fosfonoclorina es un antibiótico natural producido por hongos filamentosos, concretamente identificado en varias cepas de Fusarium y Talaromyces flavus aisladas de muestras de suelo. Inhibe la incorporación de ácido diaminopimélico en la pared celular de Escherichia coli por un mecanismo desconocido.